# Лютер (Оклахома)
Лютер (англ. Luther) — місто (англ. town) в США, в окрузі Оклахома штату Оклахома. Населення — 1492 особи (2020).
5 серпня 2012 Лютер через лісові пожежі цілком згоріло.

## Географія
Лютер розташований за координатами 35°40′5″ пн. ш. 97°11′26″ зх. д. / 35.66806° пн. ш. 97.19056° зх. д. (35.668028, -97.190525).  За даними Бюро перепису населення США в 2010 році місто мало площу 39,53 км², уся площа — суходіл.

## Демографія
Згідно з переписом 2010 року, у місті мешкала 1221 особа в 445 домогосподарствах у складі 329 родин. Густота населення становила 31 особа/км².  Було 507 помешкань (13/км²).
Расовий склад населення:
| - 80,8 % — білих - 6,8 % — чорних або афроамериканців - 4,8 % — корінних американців - 0,2 % — азіатів - 2,7 % — осіб інших рас |

До двох чи більше рас належало 4,8 %. Частка іспаномовних становила 5,9 % від усіх жителів.
За віковим діапазоном населення розподілялося таким чином: 29,7 % — особи молодші 18 років, 58,5 % — особи у віці 18—64 років, 11,8 % — особи у віці 65 років та старші. Медіана віку мешканця становила 36,1 року. На 100 осіб жіночої статі у місті припадало 100,2 чоловіків;  на 100 жінок у віці від 18 років та старших — 93,2 чоловіків також старших 18 років.
Середній дохід на одне домашнє господарство  становив 58 898 доларів США (медіана — 49 196), а середній дохід на одну сім'ю — 66 993 долари (медіана — 53 750). Медіана доходів становила 45 583 долари для чоловіків та 40 556 доларів для жінок. За межею бідності перебувало 14,1 % осіб, у тому числі 24,1 % дітей у віці до 18 років та 9,6 % осіб у віці 65 років та старших.
Цивільне працевлаштоване населення становило 480 осіб. Основні галузі зайнятості: освіта, охорона здоров'я та соціальна допомога — 25,8 %, будівництво — 14,4 %, оптова торгівля — 10,6 %, транспорт — 8,1 %.